# Oscaecilia elongata
Oscaecilia elongata är en groddjursart som först beskrevs av Dunn 1942.  Oscaecilia elongata ingår i släktet Oscaecilia och familjen Caeciliidae. IUCN kategoriserar arten globalt som otillräckligt studerad. Inga underarter finns listade i Catalogue of Life.